# Avgolemono

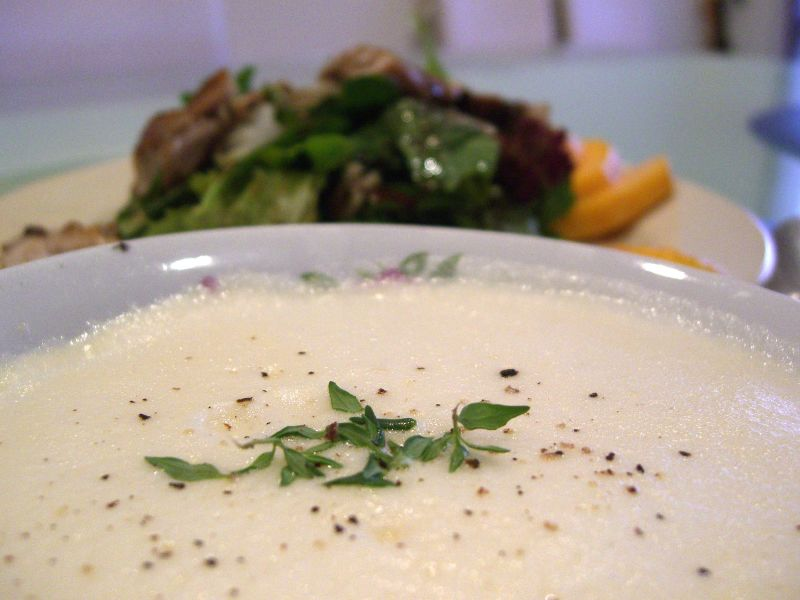
Avgolemono

Avgolemono ("αυγολέμονο", em grego moderno) é um molho grego e turco de ovos e limão, mas é também o nome duma sopa popular baseada em caldo de galinha engrossada com este molho. Um dos pratos em que se usa o molho chama-se youvarlakia em grego, o equivalente ao prato português “almôndegas de fricassé”.  Entre os judeus da Itália, o avgolemono é por vezes servido com massa alimentícia|massas. 
Em sopas, a mistura de ovo e limão é conhecida como tarbiya ou beida bi-limoune entre os árabes, terbiye na Turquia, agristada ou salsa blanca entre os sefarditas e bagna brusca, brodettato ou brodo brusco entre os judeus italianos. 
Tradicionalmente, a sopa é composta por um caldo de galinha, de preferência um caldo preparado com a própria galinha e vegetais, onde se coze arroz ou massinhas (como bago-de-arroz, pevidinha ou cusco) e que depois se engrossa com o avgolemono.  Mas mesmo na Grécia, há outra sopa tradicional, a magiritsa, também chamada “sopa de fressura de borrego da Páscoa”, que é temperada e engrossada com avgolemono. 
A receita chegou ao Brasil, onde por vezes é preparada da mesma maneira que na Grécia,  ou acrescentando pedaços de peito de frango cozido com ervas aromáticas, maizena e pimenta-do-reino. 